# Chalcides montanus
Chalcides montanus (атласький сцинк) — вид сцинкоподібних ящірок родини сцинкових (Scincidae). Ендемік Марокко.

## Підвиди
Виділяють два підвиди:
- Chalcides montanus montanus Werner, 1931;
- Chalcides mionecton trifasciatus Geniez, Lutgen, Hingrat, Rivière, Beddek, Peyre & Crochet, 2024.

## Поширення і екологія
Атлаські сцинки мешкають в горах Високого Атласа. Вони живуть в гірських кедрових і ялівцевих лісах, в чагарниках, на полях і луках поблизу струмків, на висоті від 2300 до 2830 м над рівнем моря. Взимку впадають у сплячку. Живородні.

## Збереження
МСОП класифікує стан збереження цього виду як близький до загрозливого. Chalcides montanus загрожує знищення природного середовища.